# Lonchophylla dekeyseri
Lonchophylla dekeyseri је врста слепог миша из породице Phyllostomidae.

## Распрострањење
Бразил је једино познато природно станиште врсте.

## Станиште
Врста Lonchophylla dekeyseri има станиште на копну.

## Начин живота
Врста Lonchophylla dekeyseri живи у пећинским хабитатима. 

## Угроженост
Ова врста је на нижем степену опасности од изумирања, и сматра се скоро угроженим таксоном.

### Популациони тренд
Популациони тренд је за ову врсту непознат.